# Tercera Guerra Servil
La Tercera Guerra Servil, també anomenada guerra dels Gladiadors i guerra d'Espàrtac per Plutarc, va ser la darrera d'un seguit de revoltes d'esclaus, no reeixides ni correlacionades, contra la República de Roma, conegudes de forma col·lectiva com a Guerres Servils. La Tercera Guerra Servil fou tanmateix l'única que amenaçà directament la metròpoli i la que causà més alarma entre la població de Roma a causa del ràpid increment d'efectius que tingué l'exèrcit d'esclaus revoltats entre els anys 73 i 71 aC. La revolta fou finalment esclafada gràcies a l'acció militar comandada per Cras, malgrat que els seus efectes es deixaren sentir encara durant anys sobre la política de Roma.
Entre els anys 73 i 71 aC, una banda d'esclaus revoltats —originalment un petit grup d'uns 70 gladiadors escapolits, que va créixer fins a aglutinar 120.000 homes, dones i nens— va mobilitzar-se per la província romana d'Itàlia assaltant-la amb relativa impunitat sota el comandament de diversos líders, incloent-hi el famós gladiador-general Espàrtac. Els esclaus revoltats van constituir una força armada sorprenentment efectiva que va demostrar repetides vegades la seva capacitat per a resistir l'exèrcit romà, des de les patrulles locals de la Campània, a les milícies romanes i fins i tot les qualificades legions sota comandament consular. Plutarc va descriure les accions dels esclaus com un intent d'escapar dels seus amos i fugir a través de la Gàl·lia Cisalpina, mentre que Apià i Flor retraten la revolta com una guerra civil en la qual els esclaus van fer campanya per a capturar la mateixa ciutat de Roma.
La creixent alarma al Senat romà sobre els continus èxits militars d'aquesta banda i sobre els seus estralls contra les ciutats i els camps romans va portar finalment a fer que Roma reunís un exèrcit de vuit legions sota el lideratge, sever però efectiu, de Marc Licini Cras. La guerra acabà el 71 aC quan, després d'una llarga i amarga retirada davant les legions de Cras i la comprensió que les legions de Gneu Pompeu Magne i Marc Licini Lucul·le estaven avançant per encerclar-los, els exèrcits d'Espàrtac es van llançar amb tota la seva força contra les legions de Cras i van ser completament aniquilats.
Tot i que la guerra d'Espàrtac és notable per dret propi, la Tercera Guerra Servil va ser significativa en la història de l'antiga Roma pel seu efecte sobre les carreres de Pompeu i Cras. Els dos generals van utilitzar els seus èxits contra la revolta per promocionar les seves carreres polítiques, aprofitant-se del favor del poble i de l'amenaça implícita de les seves legions per influir en favor seu en les eleccions consulars del 70 aC. Les seves accions com a cònsols van promoure en gran manera la subversió de les institucions polítiques romanes i van contribuir a la transició final de la República romana a l'Imperi Romà.

## L'esclavitud a la República romana
En diversos graus al llarg de la història de Roma, l'existència d'una font de treball barata en forma d'esclaus va ser un factor important en la seva economia, que va ser definida per Marx com un mode de producció esclavista. Els esclaus s'adquirien de diverses formes, entre elles la compra a mercaders estrangers i l'esclavització de poblacions estrangeres després de la conquesta militar. Amb la gran implicació de Roma en guerres de conquesta en el primer i el segon segles aC, s'importaven a l'economia romana desenes o centenars de milers d'esclaus de cop. Tot i que l'ús d'esclaus com a servents, artesans i assistents personals va ser limitat, un enorme nombre d'esclaus treballava en les mines i en les terres agrícoles de Sicília i el sud d'Itàlia.
En general, els esclaus van ser tractats amb crueltat i opressió durant el període republicà. Sota el Dret romà, un esclau no era considerat com a persona, sinó com a propietat. Els amos podien abusar, ferir o fins i tot matar els seus esclaus sense conseqüències legals. Encara que hi havia molts graus i tipus d'esclaus, els graus inferiors —i més nombrosos—, que treballaven en els camps i les mines, estaven subjectes a una vida de dur treball físic.
Aquesta gran concentració de la població d'esclaus i el tracte opressiu a què eren sotmesos van donar com a resultat diverses revoltes. En 135 aC i 104 aC van esclatar a Sicília la Primera i la Segona Guerra Servil, respectivament, en les que petites bandes rebels van trobar desenes de milers de seguidors voluntariosos que desitjaven escapar-se de la vida opressiva de l'esclau romà. Tot i que el Senat les va considerar com a seriosos disturbis civils, i van ser necessaris diversos anys d'intervencions militars directes per sufocar, mai es va considerar que fossin una amenaça seriosa per a la República. El centre dels dominis de Roma, la província d'Itàlia, mai havia presenciat un aixecament d'esclaus, ni tampoc aquests havien estat mai una amenaça potencial a la ciutat de Roma. Això canviaria amb la Tercera Guerra Servil.

## Començaments de la revolta

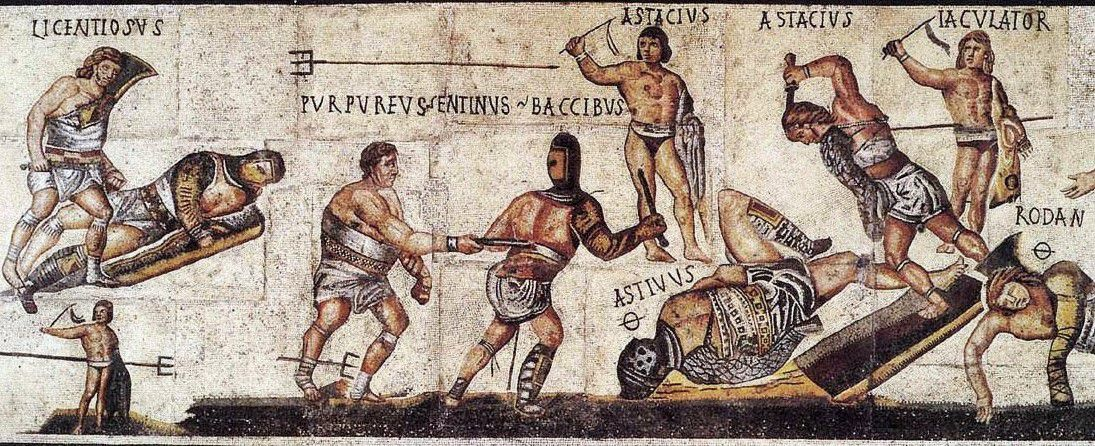
El mosaic Els gladiadors, de la Galeria Borghese.

A la República romana del segle i aC, els jocs de gladiadors eren una de les formes d'entreteniment més populars. Per tal de subministrar gladiadors per als combats, es van establir per tot Itàlia diverses escoles d'entrenament o ludis. En aquestes escoles, els presoners de guerra i els criminals convictes –que eren considerats com a esclaus– eren entrenats en les habilitats necessàries per lluitar fins a la mort en els jocs dels gladiadors. El 73 aC, un grup d'uns 200 gladiadors de l'escola de Càpua, pertanyents a Lèntul Batiat, van planejar una fugida. Quan es va revelar el seu pla, una força d'uns 70 homes es van armar amb estris de cuina ("destralons i espets"), van lluitar fins a escapar de l'escola i es van apoderar de diversos carros d'armes i armadures de gladiador.
Un cop lliures, els gladiadors fugats van triar líders, seleccionant a dos esclaus gals (Crix i Enòmau) i a Espàrtac, que es diu que era o bé un antic auxiliar traci de la legió romana, condemnat posteriorment a l'esclavitud, o bé un presoner capturat per les legions. No obstant això, hi ha certs dubtes sobre la nacionalitat d'Espàrtac, ja que "traci" era un tipus de gladiador romà.
Aquests grups d'esclaus van aconseguir vèncer a una petita força de tropes que van ser enviades per detenir-los i van poder equipar-se amb les seves armes. Les fonts són una mica contradictòries sobre l'ordre dels esdeveniments que van seguir immediatament després a la fugida, però en general estan d'acord que aquesta banda de gladiadors es va dedicar al pillatge a la regió dels voltants de Càpua, reclutant a molts altres esclaus a les seves files, i que finalment es va retirar a una posició més defensable al Vesuvi.

### Derrota dels exèrcits pretorians

Moviments inicials de les forces romanes i esclaves des de la revolta de Càpua fins a l'hivern del 73 aC.

La revolta i els assalts a Campània –una regió de vacances per a la gent rica i influent de Roma i en la qual es localitzaven moltes finques– van cridar ràpidament l'atenció de les autoritats romanes. Roma va trigar un cert temps en adonar-se de l'escala del problema, ja que percebien la revolta d'esclaus més com una onada de crims que una revolta armada.
No obstant això, el 73 aC, Roma envià una força militar sota comandament pretorià per acabar amb la revolta. Un pretor romà, Clodi Glabre, va reunir una milícia de 3.000 homes, ja que els romans encara no la consideraven com una guerra, sinó com un assalt, una cosa semblant a un atac de robatori. Les forces de Glabre assetjaren als esclaus en el Vesuvi, bloquejant l'únic camí conegut que baixava de la muntanya. Amb els esclaus continguts d'aquesta manera, Glabre estava disposat a esperar fins que la fam forcés els esclaus a rendir-se.
Com els esclaus no tenien entrenament militar, les forces d'Espàrtac mostraren cert enginy en el seu ús dels materials locals disponibles, que es concretà en un ús de tàctiques inventives i poc ortodoxes, i s'enfrontaren a la gran disciplina dels exèrcits romans. En resposta al setge de Glabre, els homes d'Espàrtac van fer cordes i escales a partir de les parres i els arbres que creixien en els vessants del Vesuvi i les van usar per despenjar-se pels precipicis del costat de la muntanya oposat al de les forces de Glabre. Es van desplaçar al voltant de la base del Vesuvi, van atacar a l'exèrcit pel flanc i van aniquilar als homes de Glabre.
Després d'això es va enviar contra Espàrtac una segona expedició sota el comandament del pretor Publi Varini. Per alguna raó, sembla que Varini dividí les seves forces posant-les al comandament dels seus subordinats Furi i Luci Cossini. Plutarc esmenta que Furi comandava a uns 2.000 homes, però no es coneix la força numèrica de les tropes restants, ni si l'expedició estava composta de milícies o legions. Aquestes forces també van ser derrotades per l'exèrcit d'esclaus: Luci Cossini morí, Varini gairebé va ser capturat i els esclaus es van apoderar de l'equipament dels exèrcits. Gràcies a aquests èxits, més i més esclaus es van unir a les forces d'Espàrtac, d'igual forma que "molts dels traginers i pastors de la regió", engrossint les seves files fins a uns 70.000 homes. Els esclaus rebels van passar l'hivern del 73 aC armant i equipant els seus nous reclutes i expandint el seu territori de pillatge per incloure les ciutats de Nola, Nocera, Turis i Metapont.
No obstant això, les victòries dels esclaus rebels no es van obtenir sense costos. En algun moment d'aquests successos, o possiblement durant els assalts de l'hivern a finals de 73 aC, van perdre el seu líder Enòmau –potser en batalla–, ja que no s'esmenta més en cap història.

## Motivacions i lideratge dels esclaus fugats

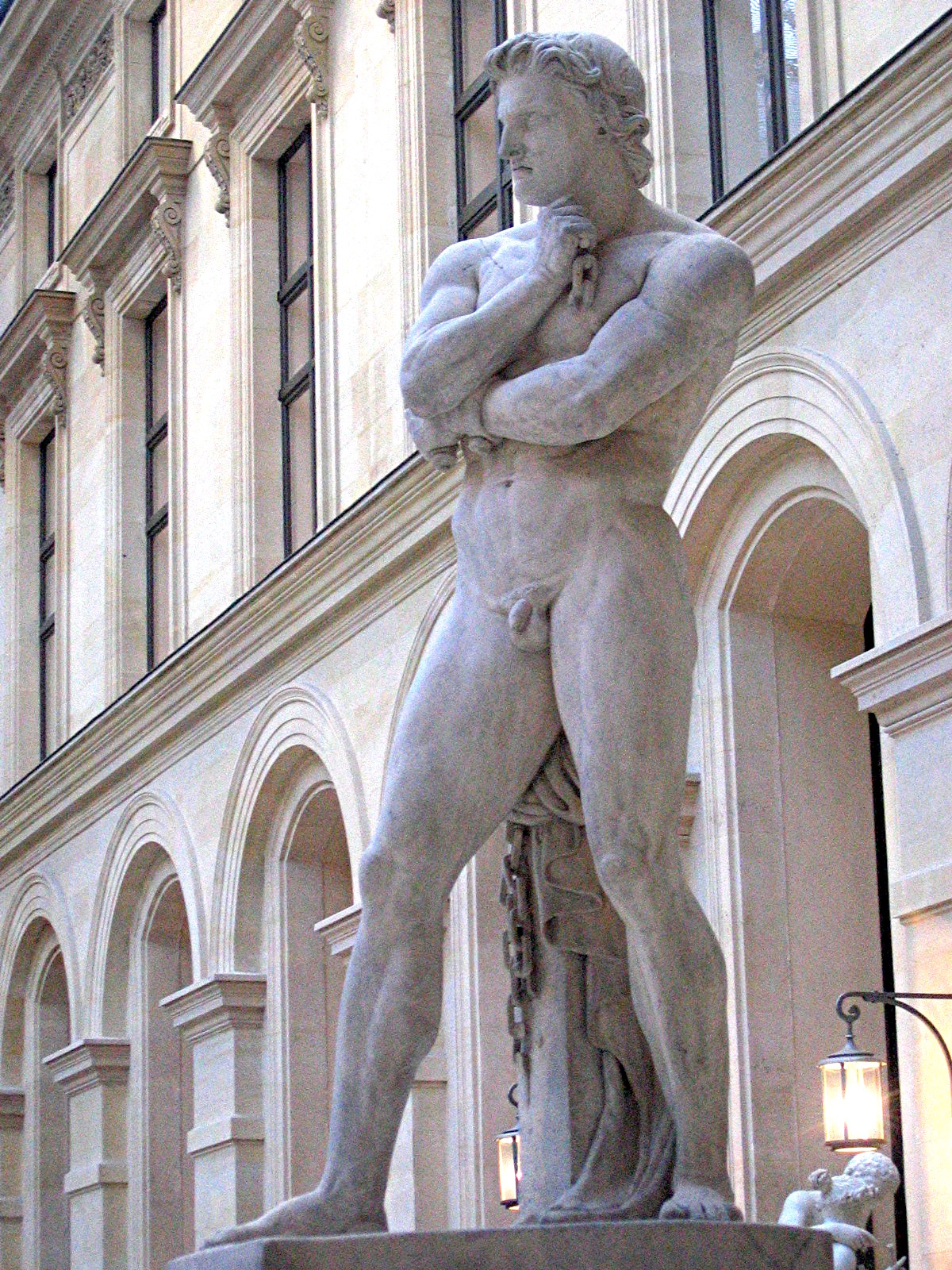
Espàrtac, per Denis Foyatier, c. 1830, exposat al Louvre. Un exemple de representació heroica moderna d'Espàrtac.

A finals del 73 aC, Espàrtac i Crix manaven un gran grup d'homes armats amb demostrada habilitat per resistir als exèrcits romans. El que pretenien fer amb aquesta força és una qüestió difícil de determinar per als lectors moderns. Com que la Tercera Guerra Servil va ser finalment una revolta sense èxit, no hi ha un relat de primera mà sobre els motius i objectius dels esclaus, i els historiadors que escriuen sobre la guerra proposen teories contradictòries.
Molts relats populars moderns de la guerra afirmen que hi havia una divisió en dues faccions dels esclaus fugats: els que comandava Espàrtac, que volien escapar pels Alps cap a la llibertat, i els de Crix, que desitjaven romandre en el sud d'Itàlia per a seguir assaltant i saquejant. Això sembla una interpretació dels esdeveniments basada en el següent: les regions que Flor llista com les que estaven sent atacades pels esclaus inclouen Turis i Metapont, que estan geogràficament distants de Nola i Nocera. Això indica l'existència de dos grups: Luci Gel·li Publícola I va atacar finalment a Crix i a un grup d'uns 30.000 seguidors que van ser descrits com separats del grup principal d'Espàrtac, Plutarc descriu el desig d'alguns dels esclaus fugats de saquejar Itàlia en lloc d'escapar pels Alps. Encara que aquesta divisió en faccions no es contradiu amb les fonts clàssiques, no sembla que hi hagi cap prova directa que la recolzi.
A vegades, els relats ficticis –com el de la pel·lícula Espàrtac de Stanley Kubrick, 1960– retraten Espàrtac com un alliberador que lluita per canviar una societat romana corrupta i per acabar amb la institució romana de l'esclavisme. De la mateixa manera, això no es contradiu amb els historiadors clàssics, però cap relat històric esmenta que l'objectiu dels esclaus rebels fora acabar amb l'esclavitud a la República, ni cap de les accions d'Espàrtac sembla específicament dirigida a posar fi a l'esclavitud.
Fins i tot entre els historiadors clàssics, que van escriure els seus relats només uns anys després dels mateixos esdeveniments, semblava haver-hi divisió sobre quines eren les motivacions d'Espàrtac. Apià i Flor escriuen que pretenia marxar sobre la mateixa Roma, encara que això pot no haver estat més que el reflex de les pors de Roma. Si Espàrtac pretenia realment marxar sobre Roma, devia ser un objectiu que abandonà més tard. Plutarc escriu que Espàrtac simplement volia escapar cap al nord a la Gàl·lia Cisalpina i dispersar als seus homes de tornada a casa seva.
No és clar que els esclaus fossin un grup homogeni sota el lideratge d'Espàrtac. Encara que és una suposició tàcita dels historiadors romans, pot ser que els romans estiguessin projectant la seva pròpia visió jeràrquica del poder militar i la responsabilitat sobre l'organització ad hoc dels esclaus. De fet, s'esmenten altres líders esclaus –Crix, Enòmao, Cànic i Cast– i no se sap, a partir de l'evidència historiogràfica, si van ser ajudants, subordinats o fins i tot caps que lideraven grups propis i viatjaven en comboi amb la gent d'Espàrtac.

## Derrota dels exèrcits consulars (72 aC)
A la primavera del 72 aC, els esclaus fugats van abandonar els seus campaments d'hivern i van començar a moure's cap al nord, en direcció a la Gàl·lia Cisalpina. El Senat, alarmat per la grandària de la revolta i la derrota dels exèrcits pretorians de Glabre i Varini, va enviar un parell de legions consulars sota el comandament de Luci Gel·li Publícola i Gneu Corneli Lèntul Clodià.
Al principi, els exèrcits consulars van tenir èxit. L'ajudant de Gel·li, el propretor Arri va atacar un grup d'uns 30.000 esclaus al comandament de Crix, a prop del Mont Gargà, i amb només una legió va matar dos terços dels rebels, inclòs Crix. Segons expliquen els historiadors, els esclaus van rebutjar l'atac de la legió i després de la victòria van beure vi per celebrar-ho. Quan els romans van tornar, els van trobar ebris i els van massacrar.
En aquest punt de la història hi ha una divergència en les fonts clàssiques sobre el curs dels esdeveniments que no es pot reconciliar fins a l'entrada de Marc Licini Cras Dives I en la guerra. Les dues històries més detallades (existents) de la guerra, d'Apià i Plutarc, detallen successos molt diferents. No obstant això, cap dels relats contradiu directament a l'altre, sinó que simplement informa de successos diferents, ignorant alguns successos de l'altre relat i oferint successos que són únics d'aquest relat.

### Història d'Apià

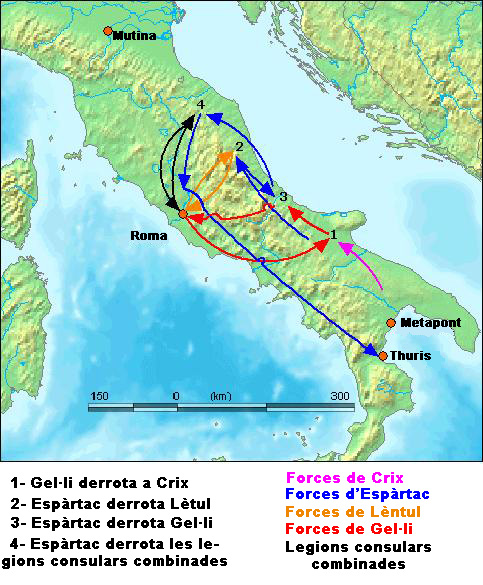
Els successos del 72 aC, segons la versió d'Apià.

D'acord amb Apià, la batalla entre les legions de Gel·li i els homes de Crix prop del Mont Gargà va ser el començament d'una llarga i complexa sèrie de maniobres militars que gairebé van tenir com a resultat que les forces d'Espàrtac assaltessin la mateixa ciutat de Roma.
Després de la seva victòria sobre Crix, Gel·li es va desplaçar cap al nord seguint el grup principal d'esclaus d'Espàrtac que es dirigia cap a la Gàl·lia Cisalpina. Es va desplegar l'exèrcit de Lèntul per obstruir el pas d'Espàrtac, i els cònsols esperaven tancar els esclaus rebels entre ells. L'exèrcit d'Espàrtac es va enfrontar a la legió de Lèntul, la va derrotar, van fer mitja volta i va destruir l'exèrcit de Gel·li, forçant les legions romanes a retirar-se desbaratades. Apià afirma que Espàrtac va executar a uns 300 soldats romans capturats per venjar la mort de Crix, forçant-los a lluitar entre ells fins a la mort com els gladiadors. Després d'aquesta victòria, Espàrtac va avançar cap al nord amb els seus seguidors (uns 120.000) tan ràpid com va poder, "després d'haver cremat tot el seu material inútil, matat a tots els seus presoners i massacrat les seves bèsties de càrrega per accelerar el seu moviment".
Els exèrcits consulars derrotats van tornar a Roma per reagrupar-se mentre els seguidors d'Espàrtac es movien cap al nord. Els cònsols van tornar a atacar a Espàrtac en algun lloc de la regió de Picè, i de nou van ser vençuts.
Apià afirma que en aquest moment Espàrtac va canviar la seva intenció de marxar sobre Roma –donant a entendre que aquest era l'objectiu d'Espàrtac després de la confrontació de Picè–, perquè "no es considerava preparat encara per aquest tipus de lluita, ja que la seva força no estava armada adequadament, perquè cap ciutat se li havia unit, només esclaus i desertors", i va decidir retirar-se novament al sud d'Itàlia. Assetjar la ciutat de Turis i del paisatge dels voltants, armant, assaltant els territoris circumdants, canviant els botins per bronze i ferro amb els mercaders (amb els quals manufacturar més armes) i enfrontant ocasionalment amb les forces romanes, que sempre acabaven derrotades.

### Història de Plutarc

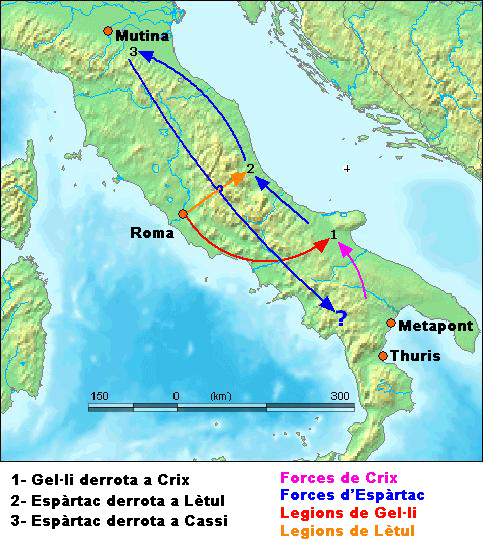
Els successos del 72 aC segons la versió de Plutarc

La descripció dels fets que dona Plutarc difereix significativament amb la d'Apià.
D'acord amb Plutarc, després de la batalla entre les legions de Gel·li i els homes de Crix (que Plutarc descriu com a «germans») a prop del Mont Gargà els homes d'Espàrtac van atacar la legió comandada per Lèntul, la van derrotar, es van apoderar dels seus subministraments i equipament, i van avançar directament cap al nord d'Itàlia. Després d'aquesta derrota, tots dos cònsols van ser rellevats del comandament dels seus exèrcits pel Senat romà i van tornar a Roma. Plutarc no esmenta en absolut l'atac d'Espàrtac a les legions de Gel·li, ni que Espàrtac s'enfrontés a les legions combinades consulars a Picè.
Posteriorment, Plutarc detalla un conflicte no esmentat en la història d'Apià. Segons Plutarc, l'exèrcit d'Espàrtac va prosseguir cap al nord fins a prop de Mutina (l'actual Mòdena). Allà, un exèrcit d'uns 10.000 soldats comandats pel governador de la Gàl·lia Cisalpina, Gai Cassi Longí Var, va intentar bloquejar l'avanç d'Espàrtac i també va ser vençut.
Plutarc no fa esment de cap altre succés fins a la confrontació inicial entre Marc Licini Cras i Espàrtac durant la primavera del 71 aC, ometent la marxa sobre Roma i la retirada cap a Turis descrites per Apià. No obstant això, com Plutarc descriu que les forces de Cras van forçar que les d'Espàrtac es retiressin cap al sud des de Picè, es podria inferir que els esclaus rebels es van acostar a Picè des del sud a principis del 71 aC i que es van replegar cap al sud de Mutina per passar l'hivern al sud o el centre d'Itàlia. No se sap ben bé perquè van fer això i no escapar pels Alps, que era l'objectiu final d'Espàrtac segons Plutarc.

## La guerra de Cras (71 aC)

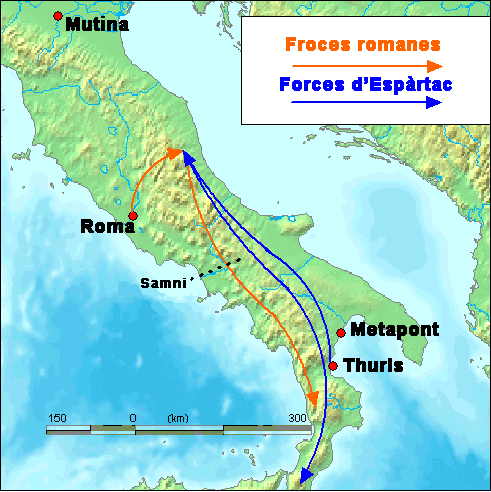
Els successos de principis del 71 aC. Marc Licini Cras rep el comandament de les legions romanes, s'enfronta a Espàrtac i obliga els esclaus rebels a retirar-se a través de Basilicata cap als estrets prop de Messina. Plutarc afirma que això va ocórrer a la regió de Picè, mentre que Apià situa les batalles inicials entre Cras i Espàrtac a la regió de Samni.

Malgrat les contradiccions de les fonts clàssiques pel que fa als successos del 72 aC, sembla haver-hi un consens general sobre que Espàrtac i els seus seguidors eren al sud d'Itàlia a principis del 71 aC.

### Cras rep el comandament de les legions
El Senat, alarmat ja per l'aparentment imparable revolta del sud d'Itàlia, li va encomanar a Marc Licini Cras la tasca de sufocar-la. Cras havia estat pretor el 73 aC i, era conegut no només per les seves connexions polítiques i la seva família, sinó també per ser el general que va vèncer als samnites en la batalla de la Porta Col·lina, quan el mateix Sul·la havia fugit d'aquests.
Li van ser assignades sis noves legions més les dues anteriors legions consulars de Gel·li i Lèntul, sumant un exèrcit d'uns 40.000 soldats romans entrenats. Cras va tractar les seves legions amb una disciplina fèrria, fins i tot brutal, recuperant el càstig de la delmació (càstig mitjançant el qual es delma a un grup de soldats, matant a 1 de cada 10 d'ells en càstig per la seva covardia). Apià no té clar si va aplicar la delmació a les dues legions consulars per covardia quan va ser nomenat el seu comandant, o si la va aplicar a tot l'exèrcit per alguna derrota posterior (un succés en el qual fins a 4.000 legionaris haurien estat executats). Plutarc només esmenta la delmació de 50 legionaris d'una cohort com a càstig després de la derrota de Mimio a la primera confrontació entre Cras i Espàrtac. Al marge del que passés realment, el tracte de Cras amb les seves legions va demostrar que "era més perillós per a ells que l'enemic" i els va esperonar per aconseguir la victòria i no córrer el risc de disgustar al seu comandant.

### Cras i Espàrtac
Quan les forces d'Espàrtac van tornar a desplaçar-se cap al nord, Cras desplegà sis de les seves legions a les fronteres de la regió (Plutarc afirma que la batalla inicial entre les legions de Cras i Espàrtac es va donar en les proximitats de Picè, Apià afirma que va succeir a prop del Samni) i va destacar a dues legions sota el comandament de Mummi, el seu llegat, perquè maniobrés per la rereguarda d'Espàrtac, però amb l'ordre de no atacar als rebels. Quan se li va presentar l'oportunitat, Mummi desobeí a Cras i va atacar a les forces d'Espàrtac, però va ser derrotat. Tot i aquesta derrota inicial, Cras atacà a Espàrtac i el va vèncer, matant a uns 6.000 rebels.
La marea de la guerra semblava haver canviat de direcció. Les legions de Cras van sortir victorioses en diversos enfrontaments, matant a milers d'esclaus rebels i forçant a Espàrtac a retirar-se al sud a través de Lucània cap als estrets de Messina. Segons Plutarc, Espàrtac va fer un tracte amb pirates cilicis per transportar-lo a ell i a uns 2.000 homes a Sicília, on pretenia incitar una revolta d'esclaus i aconseguir reforços. Però, va ser traït pels pirates, que van rebre el pagament però van abandonar als esclaus rebels. Fonts menors esmenten que hi va haver alguns intents de construir vaixells i basses entre els rebels com a mitjà d'escapament, però que Cras va adoptar mesures sense especificar per assegurar que els rebels no poguessin creuar a Sicília, i com a conseqüència van abandonar els seus esforços.
Llavors les forces d'Espàrtac es van replegar cap a Calàbria. Les legions de Cras les perseguiren i en arribar van construir fortificacions al llarg de l'istme de Calàbria, tot i la fustigació dels esclaus rebels. Els rebels van ser assetjats i aïllats de tot subministrament.

### L'arribada de les legions de reforç, la fi de la guerra

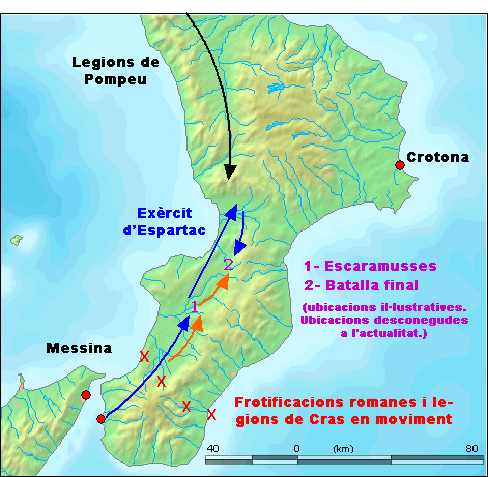
Els últims esdeveniments de la guerra el 71 aC, en què l'exèrcit d'Espàrtac va trencar el setge de les legions de Cras i es va retirar cap a les muntanyes properes a Petelia. Mostra les escaramusses inicials entre elements d'ambdós bàndols, el gir de les forces d'Espàrtac per a la confrontació final.

En aquest moment, les legions de Pompeu tornaven a Itàlia després d'haver sufocat la revolta Quint Sertori a Hispània. Les fonts discrepen sobre si Cras havia demanat reforços o si el Senat simplement es va aprofitar de la tornada de Pompeu a Itàlia, però se li va ordenar esquivar Roma i dirigir-se al sud per ajudar a Cras. El Senat també va enviar reforços sota el comandament de Lucul·le, que Apià confongué amb Luci Licini Lucul·le, comandant de les forces implicades en la Tercera Guerra Mitridàtica en aquell moment, però aparentment es tractava del procònsol Marc Licini Lucul·le, el germà petit de l'anterior. Amb les legions de Pompeu marxant des del nord i les tropes de Lucul·le des de Bríndisi, Cras es va adonar que si no posava fi a la revolta amb rapidesa, el mèrit de la guerra aniria per al general que arribés amb els reforços i, per tant, va esperonar les seves legions perquè donessin ràpidament fi al conflicte.
Pel que sembla el pla romà era voltar als esclaus des de tres fronts: nord-oest (Pompeu amb 7 legions), sud-oest (Cras amb 8 legions) i est (Lúcul amb 5 legions). En total, els romans sumarien unes 20 legions (al voltant de 120.000 homes).
Després d'assabentar-se que Pompeu s'acostava, Espàrtac va intentar negociar amb Cras per donar fi al conflicte abans que arribessin els reforços romans. Quan Cras es va negar, una part de les forces d'Espàrtac van trencar el confinament i van fugir cap a les muntanyes a l'oest de Petelia (l'actual Strongoli) a Calàbria, amb les legions de Cras en la seva persecució. Les legions van aconseguir atrapar a una part dels rebels -sota el comandament de Cànic i Cast-, els separaren de l'exèrcit principal i els exterminaren (uns 12.300). No obstant això, les legions de Cras també van patir pèrdues, ja que alguns dels esclaus en fugida van donar la volta per enfrontar-se a les forces romanes a les ordres d'un oficial de cavalleria anomenat Luci Quici i el qüestor Cneu Tremel·li Escrofa derrotant-les. En qualsevol cas, els esclaus rebels no constituïen un exèrcit professional i havien arribat al seu límit. No volien fugir més i diversos grups d'homes es van separar de la força principal per atacar de manera independent a les legions de Cras. Amb la disciplina fent-se malbé, Espàrtac va donar la volta a les seves forces i va emprar tota la seva potència per aguantar a les legions vivents. En aquesta última batalla, les forces d'Espàrtac van ser derrotades completament, i la gran majoria dels seus homes van morir en el camp de batalla. Es desconeix el destí final del mateix Espàrtac, ja que mai es va trobar el seu cos, però els historiadors expliquen que va morir en el combat al costat dels seus homes.

## Conseqüències

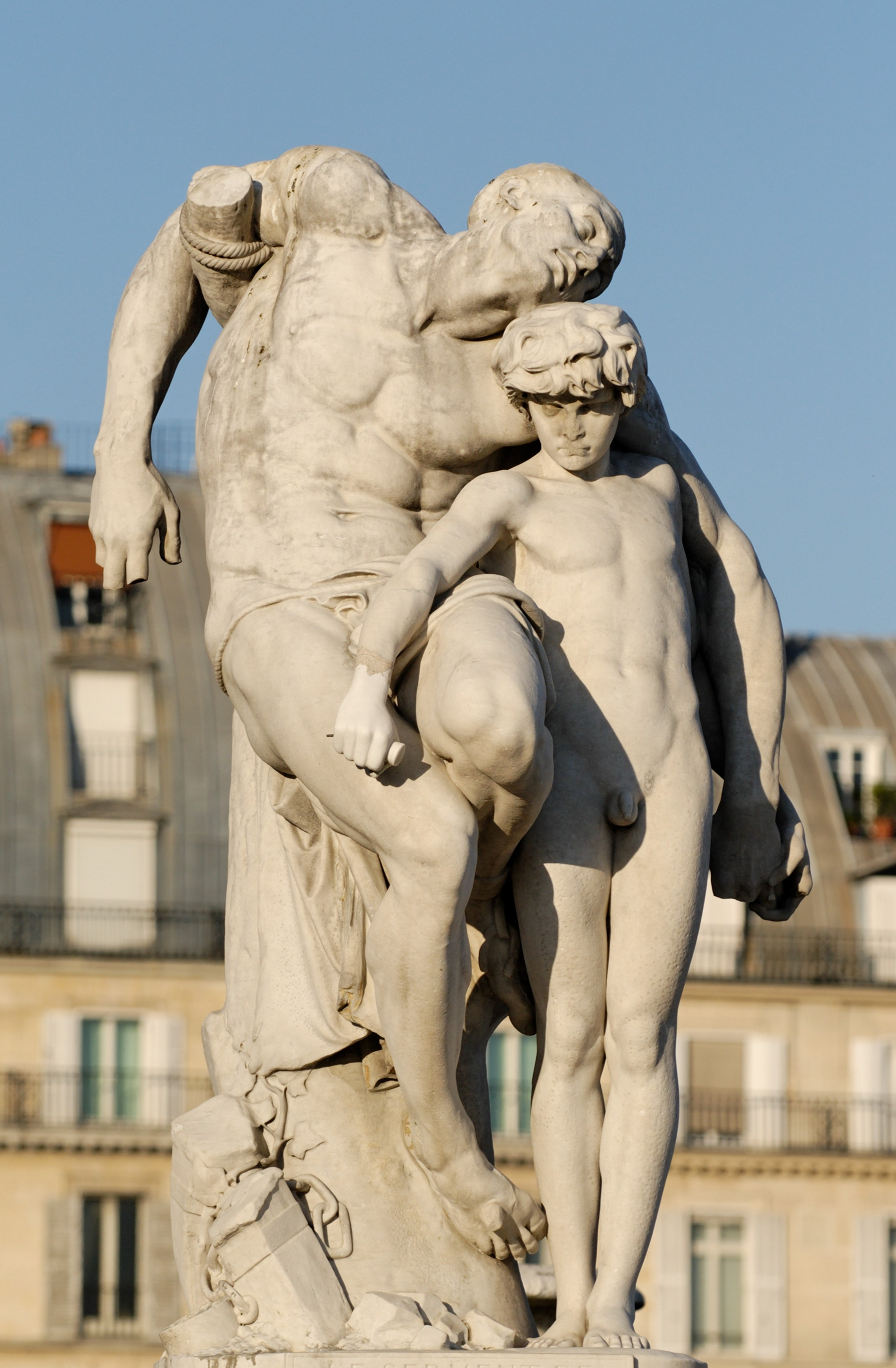
La Caiguda d'Espàrtac.

La Tercera Guerra Servil va quedar aniquilada per les mans de Cras.
Les forces de Pompeu no atacaren directament a les d'Espàrtac en cap moment, però les seves legions, aproximant-se des del nord, van aconseguir capturar uns 5.000 rebels que fugien de la batalla, "als quals va donar mort". A causa d'això, Pompeu va enviar un missatge al Senat dient que, encara que va ser Cras qui havia vençut als esclaus en batalla oberta, ell havia acabat la guerra, reclamant així una gran part del mèrit i guanyant-se certament l'enemistat de Cras.
Encara que la major part dels esclaus rebels van morir en el camp de batalla, les legions de Cras van capturar a uns 6.000 supervivents. Tots ells van ser crucificats al llarg de la carretera de Roma a Càpua.
Pompeu i Cras van obtenir beneficis polítics per haver sufocat la revolta. Tots dos van tornar a Roma amb les seves legions i es van negar a dissoldre, acampades fora de la ciutat en el seu lloc. Tots dos es van presentar a cònsol el 70 aC, tot i que Pompeu no hi tenia dret per la seva edat i per no haver servit com a pretor o qüestor. Això no obstant, tots dos homes van ser elegits cònsols aquest any, en part per l'amenaça implícita de les seves legions acampades fora de la ciutat.
Els efectes de la Tercera Guerra Servil sobre l'actitud dels romans cap a l'esclavitud i la institució de l'esclavitud a Roma són difícils de determinar. Per descomptat, la revolta havia commocionat al poble romà, que "a partir d'una por absoluta semblava haver començat a tractar els seus esclaus amb menys duresa que abans". Els rics propietaris dels latifundia van començar a reduir el nombre d'esclaus agrícoles, optant per emprar el gran conjunt d'homes lliures desposseïts en contractes de medieria. A la fi de la guerra de les Gàl·lies de Juli Cèsar el 52 aC, les grans guerres de romanes cessarien fins al regnat de l'emperador Trajà (que va regnar del 98 dC al 117 dC), i amb elles l'abundant i econòmic subministrament d'esclaus provinents de la conquesta militar, promovent l'ús de treballadors lliures en les finques agrícoles.
L'estatus i els drets legals dels esclaus romans també van començar a canviar. Durant l'època de l'emperador Claudi (que va regnar del 41 dC al 54 dC) es va promulgar una constitució que convertia el fet de matar un esclau vell o malaltís en un acte d'assassinat i decretava que si aquests esclaus eren abandonats pels seus amos, es convertien en homes lliures. Amb Antoní Pius (que va regnar del 138 dC al 161 dC) es van estendre més els drets legals dels esclaus, fent responsables els amos de l'assassinat dels seus esclaus, forçant la venda dels esclaus quan es podia demostrar que estaven sent maltractats i proporcionant una autoritat tercera (teòricament) neutral a la qual podia apel·lar un esclau. Tot i que aquests canvis legals es van donar molt tard com perquè fossin resultat directe de la Tercera Guerra Servil, representen la codificació legal d'uns canvis en l'actitud dels romans cap als esclaus que havia evolucionat durant dècades.
És difícil determinar en quina mesura van contribuir els successos d'aquesta guerra als canvis en l'ús i els drets legals dels esclaus romans. Sembla que la fi de les Guerres Servils coincidí amb la fi del període més important de l'ús d'esclaus a Roma, i el començament d'una nova percepció de l'esclau dins de la societat i el dret. La Tercera Guerra Servil va ser l'última de les Guerres Servils, i Roma no veuria mai més un aixecament d'esclaus d'aquest tipus.

### Llibres

#### Obres clàssiques
- Apià. Historia de las guerras civiles.  Valencia: Universitat de València. Servei de Publicacions, 1992. ISBN 84-370-1031-4.
- Apià. Historia romana. Vol. 2. Guerras civiles. Libros I-II.  Madrid: Gredos, 1985. ISBN 84-249-3551-9.
- Apià. Historia romana. Vol. 3. Guerras civiles. Libros III-V.  Madrid: Gredos, 1985. ISBN 84-249-3552-7.
- Cèsar, Gai Juli. Comentarios a la guerra de las Galias.  Madrid: Alianza, 2002. ISBN 9788420640921.
- Frontí, Sext Juli. Los cuatro libros de los enxemplos, consejos e avisos de la guerra : (strategematon).  Madrid: Ministerio de Defensa, Secretaría General Técnica, 2005. ISBN 9788497811699.
- Osori, Pau. Historias.  Madrid: Gredos, 1982. ISBN 8424903358.
- Sèneca, Luci Anneu. Tratado de los beneficios.  Madrid: Ediciones Ibéricas, 1985. ISBN 84-7083-004-X.
- Suetoni. Vides dels dotze cèsars. 5 vol.  Barcelona: Fundació Bernat Metge, 1966-1971.
- Livi, Tit. Història de Roma. 3 vol.  Barcelona: Fundació Bernat Metge, 2002-2011. ISBN 8472257983.

#### Obres modernes
- Apià. Appian, Civil wars: book I.  Oxford: Clarendon Press, 1902.
- Bradley, K. R. Slavery and rebellion in the Roman world, 140-70 BC.  Bloomington: Indiana University Press, 1989. ISBN 9780253312594.
- Broughton, Thomas R. The magistrates of the Roman republic. Vol. 2. 99 B.C. - 31 B.C.  Nova York: American Philological Association, 1952.
- Davis, William Stearns. Readings in ancient history : illustrative extracts from the sources. II. Rome and the west.  Boston: Allyn and Bacon, 1913.
- Matyszak, Philip. The enemies of Rome: from Hannibal to Attila the Hun.  Londres: Thames & Hudson, 2004. ISBN 9780500251249.
- Mommsen, Theodor. The history of Rome; an account of events and persons from the conquest of Carthage to the end of the Republic.  [New York]: Meridian Books, 1958.
- Smith, William (ed.). A dictionary of Greek and Roman antiquities.  Londres: Taylor and Walton, 1842.